# Buluggin ibn Ziri
Buluggīn ibn Zīrī (in arabo بلقين بن زيري‎?; ... – 984) è stato un sovrano berbero della dinastia degli Ziridi, fondatore delle città di Algeri, Médéa (al-Midiyya) e Miliana (Miliyāna).